# Thabang Moeketsane
Thabang Moeketsane, né le 20 août 1987, est un nageur sud-africain.

## Carrière
Thabang Moeketsane est médaillé d'or du 50 et 100 mètres brasse ainsi que du 4 x 100 mètres quatre nages et médaillé d'argent du 200 mètres brasse aux Championnats d'Afrique de natation 2006 à Dakar.
Aux Jeux africains de 2007 à Alger, il obtient la médaille d'or sur 4 x 100 mètres quatre nages, la médaille d'argent sur 50 mètres brasse ainsi que la médaille de bronze sur 100 mètres brasse.
Il est médaillé d'or du 4 x 100 mètres quatre nages, médaillé d'argent du 50 mètres brasse et médaillé de bronze du 100 mètres brasse aux Championnats d'Afrique de natation 2008 à Johannesbourg.